# قبة الملك العادل طومانباي
تقع قبة الملك العادل طومان باي (أثر رقم 2) بحي العباسية (الريدانية سابقاً) تحديداً داخل مقر قيادة المنطقة المركزية العسكرية المصرية. أنشأها الملك العادل طومان باي في 906 هجرية واختار لموقعها نهاية الامتداد الشمالي لمدينة القاهرة عند بداية طريق القوافل المتجهة إلى الشام أو الحجاز. القبة مقامة على قاعدة من الحجر وتتزين من الخارج بزخارف بارزة وأشكال هندسية، أما رقبة القبة فبها من الداخل أفريز حجري من الكتابات بخط الثلث المملوكي يقرأ منه «بسم الله الرحمن الرحيم أمر بانشاء هذه القبة المباركة السلطان المالك الملك العادل أبو النصر طومان باي على الله بسلطانه وعمر بالنجاح آماله والسعادة أوطانه وكان الفراغ في شهر رمضان سنة ست وتسعمائة من الهجرة النبوية.»
كانت القبة جزءًا من منشأة دينية كبيرة مكونة من القبة الضريحية ليدفن بها الملك، ومسجد استخدم كخانقاه للصوفية، وسبيل، ومطبخ، وخان شهير يعرف "بخان العادل" يجتمع به المسافرون من قوافل التجارة والحج. ولم يتبق من المجموعة سوى هذه القبة. عُرِفت القبة في العصر العثماني بالقبة العادلية وكان يستقبل عندها الوالي العثماني الجديد عند قدومه البلاد وتطلق الصواريخ والمدافع احتفاءً بقدومه. وقد زار قبة العادل طومان باي الرحالة التركي أوليا جلبي عام 1672م فكتب في سياحتنامة مصر: "هي قبة مبنية بالحجارة منقوشة ومذهبة داخلاً وخارجاً وظاهرها مغطى بالجير ولها من جوانبها الأربعة اسوار متينة يمكن الاعتصام بها حين الحصار وبداخلها نحو مائة حجرة وقاعة ومضيفة وزاوية ودور لاستراحة الباشاوات ومخازن ومطابخ ومقاهي وسواقي واحوض وثلاثة أسبلة).
ذكر علي باشا مبارك القبة في الخطط التوفيقية في وصفه لجامع العادلي: "جامع العادلي هذا الجامع بالعباسية من ضواحي القاهرة انشأه السلطان طومان باي مدرسة ذات ايوانين احدهما عليه قبة شاهقة وبها منبر من خشب وعشرة شبابيك).
1. ↑  اوليا جلبى. سياحتنامه مصر.
2. ↑  علي باشا مبارك. الخطط التوفيقية.